# تزي تشون
تزي تشون ولد يوم 20 مارس 1980 بشيكاغو وهو منتج سينمائي وتلفزيوني أمريكي من أصول صينية وهو مخرج وكاتب ورسام وناشر كتب هزلية. ولد في شيكاغو ونشأ خارج بوسطن، وتخرج من أكاديمية ميلتون في عام 1998. حصل على درجة البكالوريوس في الدراسات السينمائية من جامعة كولومبيا.